# Sršljenci
Sršljenci su naseljeno mjesto u općini Vareš, Federacija Bosne i Hercegovine, BiH.

## Stanovništvo

### 1991.
Nacionalni sastav stanovništva 1991. godine, bio je sljedeći:
- Srbi - 31
- Hrvati - 1
- ostali, neopredijeljeni i nepoznato - 1

### 2013.
Prema popisu iz 2013. godine bilo je bez stanovnika.